# Protonová nukleární magnetická rezonance

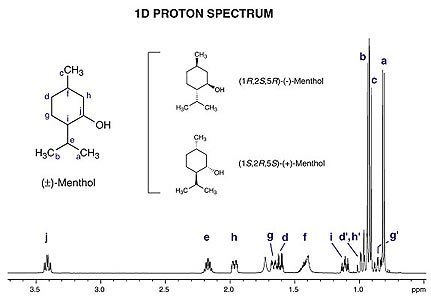
^{1}H NMR spektrum směsi enantiomerů mentolu. Signály ve spektru (a až j) odpovídají skupinám obsahujícím atomy vodíku ze struktury vlevo nahoře.

Protonová nukleární magnetická rezonance (protonová NMR, nebo 1H NMR) je metoda NMR spektroskopie využívající k určení struktur molekul jádra vodíku-1, tvořícího téměř všechny atomy přírodního vodíku.
NMR spektra se získávají v roztocích , přičemž je třeba se vyhnout interakci protonů (jader 1H) z rozpouštědel, používají se tak deuterovaná rozpouštědla, která mají atomy 1H nahrazeny atomy 2H (deuteria), jako jsou těžká voda, D2O, deuterovaný aceton, (CD3)2CO, deuterovaný methanol, CD3OD, deuterovaný dimethylsulfoxid, (CD3)2SO, nebo deuterovaný chloroform, CDCl3; lze také použít rozpouštědla neobsahující vodík, například tetrachlormethan, CCl4, nebo sirouhlík, CS2.
Do deuterovaných rozpouštědel se běžně přidávají malá množství (kolem 0,1 %) tetramethylsilanu, sloužícího jako interní standard pro stanovování chemických posunů protonů analytu. Molekuly tetramethylsilanu jsou tetraedrické a všechny protony v nich chemicky totožné, což vytváří jediný signál, jehož chemický posun je (podle definice) roven 0; těkavost této látky usnadňuje její odstranění ze vzorku. Moderní spektrometry mohou referencovat spektra vytvářená zbytkovými protony rozpouštědel (například 0,01 % CHCl3 v 99,99 % CDCl3). Deuterovaná rozpouštědla se obvykle dodávají bez trimethylsilanu.
Spektra získaná protonovou NMR mívají u většiny organických sloučenin chemické posuny mezi +14 a -4 ppm. Zastoupení jednotlivých protonů se zjišťuje pomocí integrálních intenzit zodpovídajících pásů ve spektru.
Jednoduché molekuly mají jednoduchá spektra, například spektrum chlorethanu obsahuje triplet na 1,5 ppm a kvartet na 3,5 ppm, v poměru intenzit 3:2. Ve spektru benzenu se v důsledku aromatického kruhového proudu nachází jediný jediný signál, na 7,2 ppm.

## Chemické posuny
Hodnoty chemických posunů, δ, nejsou přesné, obvykle se používají jako reference; odchylky mohou být v rozmezí ±0,2 ppm, někdy i větší. Přesná hodnota závisí na struktuře molekuly, použitém rozpouštědlu, teplotě, a použitém magnetickém poli. Atomy vodíku jsou náchylná k  hybridizacím s atomy, na které jsou navázány, a k působení elektronových jevů. Některé skupiny odtahují elektrony, čímž oslabují stínění jader; takováto jádra rezonují na vyšších hodnotách δ, stíněná jádra na nižších.
Skupiny odtahující elektrony, například −OH, −OCOR, −OR, −NO2, a -X, obvykle snižují chemické posuny vodíků na Cα (alifatických uhlících přímo vázaných na daný substituent) o 2–4 ppm a o 1–2 ppm u vodíků na Cβ. Karbonylové a alkenové skupiny a aromatické kruhy vytváří s atomy alifatických řetězců sp2-hybridizované uhlíky, čímž se signály Cα posouvají dolů o 1–2 ppm.
Nestálé protony (−OH, −NH2, −SH) nemají charakteristické chemické posuny, ale lze je identifikovat zmizením signálů při použití D2O. Kyselost protonů je možné omezit pomocí rozpouštědel obsahujících kyselé deuteriové ionty, například methanolu-d4.
| Funkční skupina         | CH3 | CH2 | CH        |
| ----------------------- | --- | --- | --------- |
| CH2R                    | 0,8 | 1,3 | 1,6       |
| C=C                     | 1,6 | 2,0 | 2,6       |
| C≡C                     | 1,7 | 2,2 | 2,8       |
| C6H5                    | 2,3 | 2,6 | 2,9       |
| F                       | 4,3 | 4,4 | 4,8       |
| Cl                      | 3,0 | 3,4 | 4,0       |
| Br                      | 2,7 | 3,4 | 4,1       |
| I                       | 2,2 | 3,2 | 4,2       |
| OH                      | 3,3 | 3,5 | 3,8       |
| OR                      | 3,3 | 3,4 | 3,7       |
| OC6H5                   | 3,8 | 4,0 | 4,3       |
| OCOR                    | 3,6 | 4,1 | 5,0       |
| OCOC6H5                 | 3,9 | 4,2 | 5,1       |
| OCOCF3                  | 4,0 | 4,4 | –         |
| CHO                     | 2,2 | 2,4 | 2,5       |
| COR                     | 2,1 | 2,2 | 2,6       |
| COOH                    | 2,1 | 2,3 | 2,6       |
| COOR                    | 2,0 | 2,3 | 2,5       |
| CONR2                   | 2,0 | 2,1 | 2,4       |
| CN                      | 2,1 | 2,5 | 3,0       |
| NH2                     | 2,5 | 2,7 | 3,0       |
| NR2                     | 2,2 | 2,4 | 2,8       |
| NRC6H5                  | 2,6 | 3,0 | 3,6       |
| NR3+                    | 3,0 | 3,1 | 3,6       |
| NHCOR                   | 2,9 | 3,3 | 3,7       |
| NO2                     | 4,1 | 4,2 | 4,4       |
| SR                      | 2,1 | 2,5 | 3,1       |
| SOR                     | 2,6 | 3,1 | –         |
| =O (alifatický aldehyd) | –   | –   | 9,5       |
| =O (aromatický aldehyd) | –   | –   | 10        |
| M−H (hydrid kovu)       | –   | –   | −5 až −15 |

## Intenzity signálů

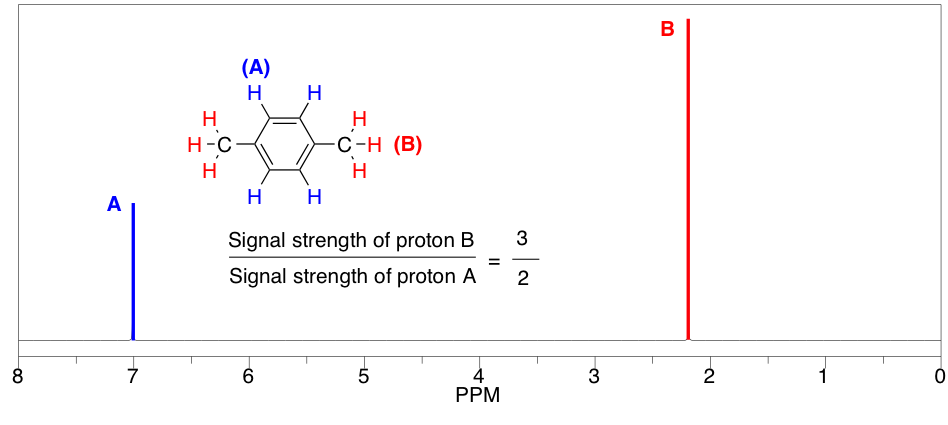
Předpovězené ^{1}H NMR spektrum 1,4-dimethylbenzenu. Za ideálních podmínek je poměr integrovaných signálů protonů A a B závislý čistě na struktuře molekuly.

Integrované intenzity signálů NMR jsou za ideálních podmínek přímo úměrné podílům daných jader v molekule. U směsí lze intenzity signálů použít ke zjišťování poměrů látkových množství jejich složek. Tato pravidla platí, jestliže uplynul čas dostatečný k úplnému návratu do základních stavů (relaxaci).

## Spin–spinová skalární interakce

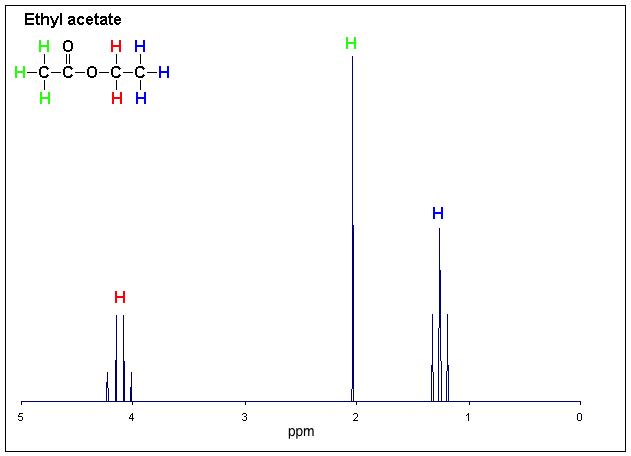
^{1}H NMR spektrum ethylacetátu. NMR u této látky rozliší tři druhy atomů vodíku. Vodíky acetátové skupiny se nepárují s ostatními atomy H a jeví se jako singlet, zatímco u −CH_{2}− vzniká interakcí kvartet a u −CH_{3} vodíků ethylové skupiny (−CH_{2}CH_{3}) se interakcí vytváří triplet.

K určování struktur pomocí NMR lze také využít spin–spinovou skalární interakci. Jádra atomů vytvářejí malá magnetická pole, kterými se navzájem ovlivňují, což vede ke změnám energií, a tím tedy i frekvencí, na kterých sousední jádra rezonují—tento jev se označuje jako spin–spinová skalární interakce. Nejvýznamnější využití v NMR má skalární interakce, kdy jádra interagují přes chemické vazby, a obvykle se vyskytuje ve vzdálenosti maximálně tří vazeb (3J interakce), i když slabší interakce se mohou vyskytovat také ve vzdálenosti čtyř nebo pěti vazeb.

H NMR spektrum roztoku HD (znázorněného červeně) a H_{2} (modře). 1:1:1 triplet u HD vzniká heteronukleární (zprostředkovaným odlišnými izotopy) interakcí.

Vliv skalární interakce lze popsat na protonu se signálem na 1 ppm. Tento proton je součástí hypotetické molekuly, kde se ve vzdálenosti tří vazeb nachází další proton (například ve skupině CH−CH), sousední skupina způsobuje rozdělení signálu na 1 ppm do dvou, kde se vrchol jednoho nachází o několik hertzů výše a druhý o něco níže než 1 ppm; plocha každého z těchto vrcholů je rovna polovině plochy původního samostatného signálu. Velikost tohoto rozdělení (rozdíl frekvencí obou vrcholů) se označuje jako štěpící konstanta; běžně se u alifatických protonů pohybuje kolem 7 Hz.
Hodnota interakční konstanty nezáleží na síle magnetického pole, protože je určována magnetickým polem sousedního jádra, z tohoto důvodu se udává v hertzích (jednotkách frekvence¨) a ne v ppm (jako chemický posun).
U jiné molekuly proton rezonuje na 2,5 ppm a signál tohoto protonu se také na 1 ppm rozdělí na dva. Protože je míra interakce stejná, tak bude hodnota konstanty také shodná, 7 Hz. Spektrum tak bude obsahovat dva dubletové signály, jejichž plochy budou stejné, jelikož je v obou případech vytváří jeden proton.
Dva dublety na 1 ppm a 2,5 ppm molekuly CH−CH jsou nyní přeměněné na CH2−CH:
Celková plocha 1ppm signálu CH2 bude dvojnásobná oproti signálu na 2,5 ppm CH.
- Signál odpovídající CH2 se rozdělí na dva, v polohách 1 ppm + 3,5 Hz a 1 ppm − 3,5 Hz (velká interakční konstanta je 7 Hz).

Signál CH na 2,5 ppm se každým protonem CH2 rozdělí na dva. První proton vytvoří dva vrcholy o shodných intenzitách na 2.5 ppm + 3,5 Hz a 2,5 ppm − 3.5 Hz; působení druhého protonu ale vyvolá další rozdělení:
- Signál na 2,5 ppm + 3.5 Hz se rozdělí na 2,5 ppm + 7 Hz a 2,5 ppm.
- Signál na 2,5 ppm − 3,5 Hz se rozdělí na 2,5 ppm a 2,5 ppm − 7 Hz.

Výsledný signál místo čtyř vrcholů obsahuje tři: jeden o 7 Hz výše oproti 2,5 ppm, další na 2,5 ppm, a poslední 7 Hz pod 2.5 ppm, s poměry intenzit 1:2:1. Takovýto druh signálu se označuje jako triplet a ukazuje, že se proton nachází tři vazby od skupiny CH2.
Tento jev se může objevovat u jakékoliv skupiny CHn. Při změně skupiny CH2−CH na CH3−CH2, za zachování chemického posunu a interakční konstanty, dochází k těmto jevům:
- Poměr ploch CH3 a CH2 je 3:2.
- CH3 se páruje s dvěma protony a vytváří kolem 1 ppm. 1:2:1 triplet.
- CH2 se páruje se třemi protony.

Štěpení signálu třemi identickými protony vytvoří kvartet, s poměrem intenzit 1:3:3:1.
Štěpení n identickými protony vytváří obrazce s poměry intenzit odpovídajícím n-tému řádku Pascalova trojúhelníku:
| n | Označení | Řádek                  |
| - | -------- | ---------------------- |
| 0 | singlet  | 1                      |
| 1 | dublet   | 1 1                    |
| 2 | triplet  | 1 2 1                  |
| 3 | kvartet  | 1 3 3 1                |
| 4 | kvintet  | 1 4 6 4 1              |
| 5 | sextet   | 1 5 10 10 5 1          |
| 6 | septet   | 1 6 15 20 15 6 1       |
| 7 | oktet    | 1 7 21 35 35 21 7 1    |
| 8 | nonet    | 1 8 28 56 70 56 28 8 1 |

U 2-methylpropanu, (CH3)3CH, je CH proton navázán na tři totožné methylové skupiny, obsahující celkem 9 totožných protonů, signál C−H se tak rozdělí na 10 (n + 1) vrcholů. Na obrázku níže je zobrazeno několik podobných multipletů; vnější vrcholy nonetu (o výšce osmkrát menší než u druhých vrcholů) jsou téměř neviditelné, a vypadají tak podobně jako septet.
Pokud se proton páruje s dvojicí různých protonů, pak bývají interakční konstanty odlišné, a namísto tripletu vzniká dublet dubletů. Při interakci s dvěma protony jednoho druhu a třetím jiného druhu. Multiplet vytvořený největší interakční konstantou se označí jako první a následně se označují multiplety odpovídající nižším konstantám; takto se například použije označení kvartet tripletů a ne triplet kvartetů. Analýza těchto multipletů může poskytnout důležité údaje o struktuře zkoumané molekuly.
Výše uvedená zjednodušená pravidla pro spin-spinová štěpení signálů NMR lze použít pouze tehdy, když jsou chemické posuny výrazně větší než interakční konstanty; jinak se utváří více vrcholů a jejich intenzity jsou narušeny.

### Heterojaderná interakce
Za přítomnosti jiných NMR-aktivních jader v molekule probíhá spin–spinová inetrakce mezi protony a heteroatomy. Nejčastěji se tento jev vyskytuje u sloučenin fosforu a fluoru, které oba mají jádra se spinem 1/2 a se 100% přirozeným výskytem. Signály protonů ve fluormethanu vlivem atomu fluoru vytvářejí dublet; obdobně také 19F NMR spektrum této sloučeniny obsahuje kvartet vzniklý štěpením třemi protony. Interakční konstanty pro interakci fluoru a protonů se běžně pohybují okolo 48 Hz u 2J a 2 Hz u 4J interakce.
U fosfinů jsou obvyklé i větší interakční konstanty, zejména v případech, kdy je proton přímo vázán na fosfor - mohou být i kolem 200 Hz, například v diethylfosfinu činí 1J P−H interakční konstanta 190 Hz. Takové interakční konstanty pak mohou u některých spektrometrů odpovídat více než 1 ppm, což vede k překryvům se signály jiných protonů.

## Uhlíkové satelity
Příležitostně se objevují malé výběžky doplňující hlavní signály 1H NMR, které nejsou důsledky proton-protonové interakce, ale vznikají interakcí jader 1H se sousedními jádry uhlíku-13 (13C). Tyto slabé signály se označují jako uhlíkové satelity. Jejich malá velikost je způsobována malým podílem molekul s NMR-aktivním izotopem 13C. Rozdělení signálů je zde, podobně jako u dalších štěpení jedním jádrem se spinem 1/2, dubletové. Vodík navázaný na rozšířenější izotop 12C se neštěpí, a tvoří tak jeden velký singlet. Ve výsledku vzniká dvojice slabých signálů kolem hlavního. Jestliže je již signál vodíku rozštěpen působením H–H interakce nebo jiných jevů, tak se takové štěpení projeví i u satelitů.
Satelity mohou vznikat i působením jiných NMR-aktivních jader, u organických sloučenin je ale nejčastěji vytváří uhlík.
Odlišným jevem jsou signály nečistot.